# Gabriela Grézlová
Gabriela Grézlová (* 20. září 1981 Ludmírov) je česká mistryně světa ve volném potápění v disciplíně statická apnea. Od 30. července 2015 je držitelkou světového rekordu v délce trvání 8 min 33 sekund, který realizovala na šampionátu CMAS v Mulhouse ve Francii.

## Rekordy
Statická apnea je výdrž v klidovém stavu na jeden nádech, kdy plavec splývá na hladině obličejem otočeným ke dnu. Nejčastěji se provozuje v bazénu.
- Stephane Mifsud, Hyeres, Francie 2009-06-08, 11 min 35 sec
- Natalia Molchanova 9min 2sec
- Gabriela Grézlová, Mulhouse, Francie 2015-07-30 8 min 33 sec